# Rhamphomyia cinerascens
Rhamphomyia cinerascens är en tvåvingeart som först beskrevs av Johann Wilhelm Meigen 1804.  Rhamphomyia cinerascens ingår i släktet Rhamphomyia och familjen dansflugor. Arten har ej påträffats i Sverige. Inga underarter finns listade i Catalogue of Life.